# Port de Nuuk
Le port de Nuuk est le plus grand port du Groenland. Il est situé à Nuuk, la capitale du territoire, dans une zone sud-est de la ville appelée Vieux-Nuuk, baignée par la baie de Nuuk. L'entrée du port est limité en raison de la marée et de la banquise au cours d'une partie de l'année.

## Histoire
Le 21 juin 2009, des milliers de Groenlandais se réunissent sur le port de Nuuk pour célébrer la nouvelle autonomie élargie du Groenland.
En novembre 2012, les autorités groenlandaises annoncent la construction d'un nouveau port à Nuuk. En septembre 2017, le port inaugure son nouveau terminal à conteneurs de 47 000 m2 accompagné d'un quai de 300 mètres dans le port de Sikuki. La Royal Arctic Line gère le nouveau terminal dont la construction a coûté 63 millions de dollars. Le nouveau terminal compte également deux nouvelles grues mobiles,.

## Fournitures
Des provisions, du carburant diesel ainsi que des fournitures et des accessoires pour les bateaux sont disponibles.
Le port est exploité par la société Royal Arctic Havneservice.